# فونیو

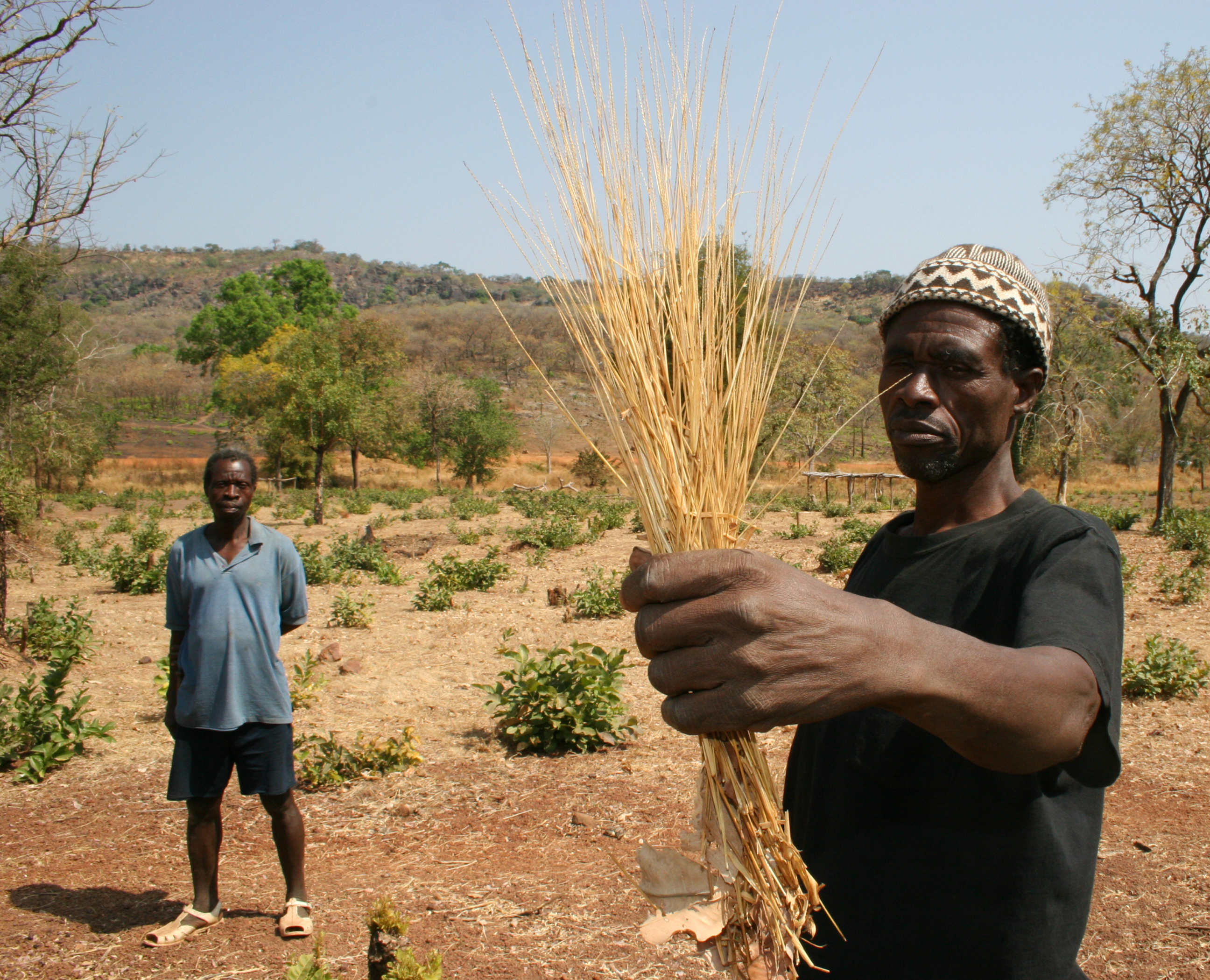
فونیوی سفید در تامباوندا واقع در جنوب سنگال

فونیو (انگلیسی: Fonio) که گاهی با نام‌های فیندی یا آچا نیز شناخته می‌شود، به دو گونهٔ گیاه کشت‌شده از سردهٔ پنجه‌کلاغی گفته می‌شود که در بخش‌هایی از غرب آفریقا از اهمیت غذایی بالایی برخوردارند. این گیاهان منبع اصلی تغذیه در بسیاری از مناطق روستایی، به‌ویژه در کوهستان‌های فوتا جالون در گینه به‌شمار می‌روند و همچنین در مالی، بورکینافاسو، ساحل عاج، نیجریه و سنگال نیز کشت می‌شوند. در سال ۲۰۲۰، بازار جهانی فونیو حدود ۷۲۱٬۴۰۰ تن برآورد شد. گینه با تولید بیش از ۷۵٪ از کل فونیو جهان در سال ۲۰۱۹، بزرگ‌ترین تولیدکنندهٔ این محصول به‌شمار می‌رود. واژهٔ «فونیو» (که از زبان فرانسوی به انگلیسی راه یافته) برگرفته از واژهٔ ولوفی foño است. در غرب آفریقا، دو گونه کشت می‌شوند: فونیو سفید (Digitaria exilis) و فونیو سیاه (Digitaria iburua)، که گونهٔ سفید از نظر اقتصادی مهم‌تر است.
فونیو، گیاهی تک‌لپه‌ای از خانوادهٔ گندمیان و سردهٔ پنجه‌کلاغی است. با وجود صدها گونه از این سرده، تنها تعداد اندکی برای دانه‌شان کشت می‌شوند. این گیاه یک گیاه علفی یک‌سالهٔ کوچک است که گل‌آذین آن دارای دو یا سه گل‌آذین خوشه‌ای است. در هر خوشه، دو تا چهار سنبلچه وجود دارد که یک گل بارور و یک گل نازا دارد و دانهٔ فونیو از گل بارور به‌دست می‌آید. فونیو دارای فصل رشد کوتاهی است و به‌خوبی با محیط‌های سخت سازگار است. شبکه ریشه‌ای آن که می‌تواند تا بیش از یک متر در خاک نفوذ کند، مزیتی مهم در برابر خشکی و فقر خاک به‌شمار می‌آید. فونیو که زمانی به‌عنوان «غلهٔ فقرا» نادیده گرفته می‌شد، اکنون به‌دلیل خواص پخت منحصربه‌فرد و ارزش غذایی‌اش، توجه بیشتری در مناطق شهری غرب آفریقا یافته است.

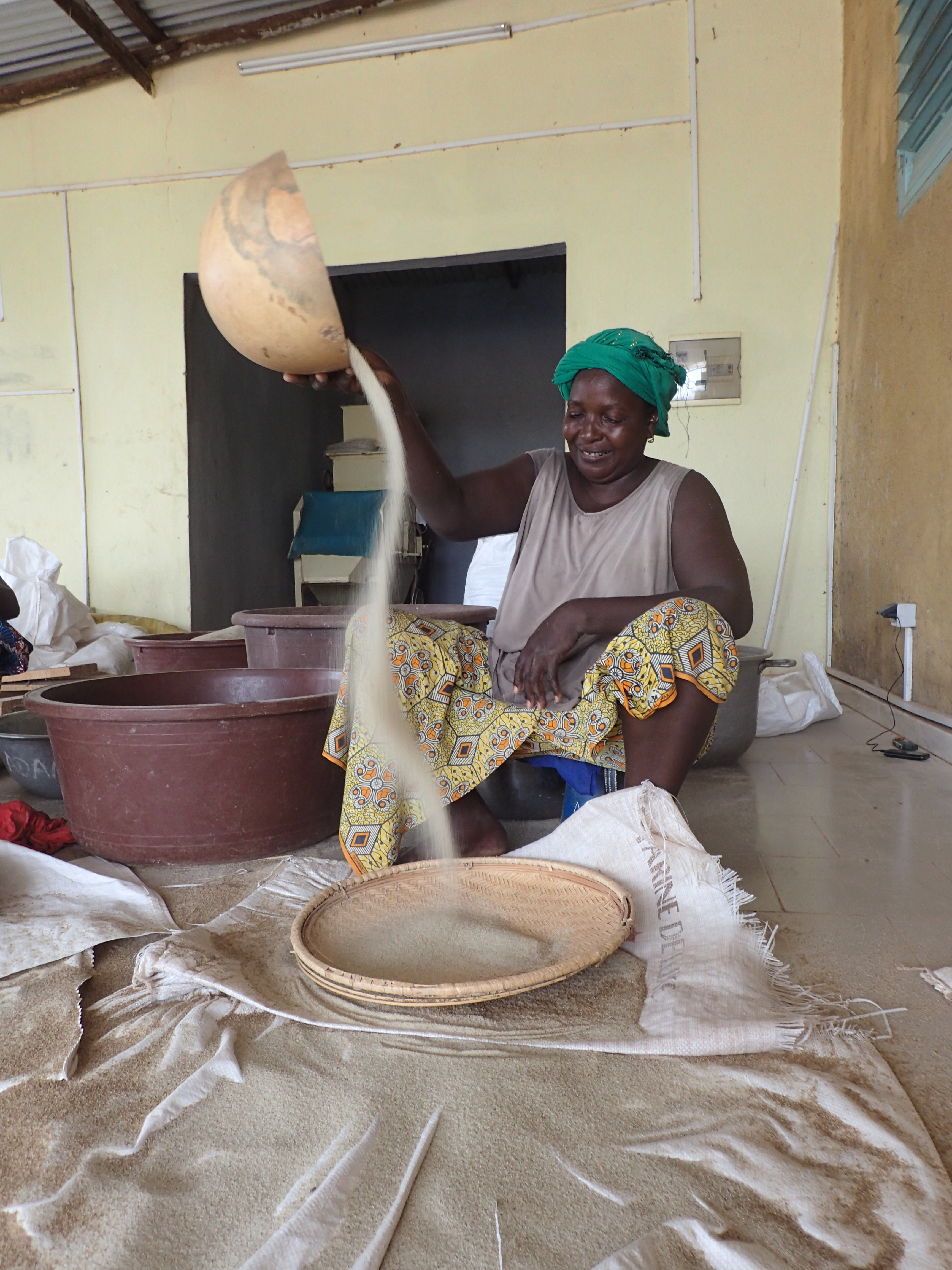
بوجاری فونیو در کدگو، سنگال

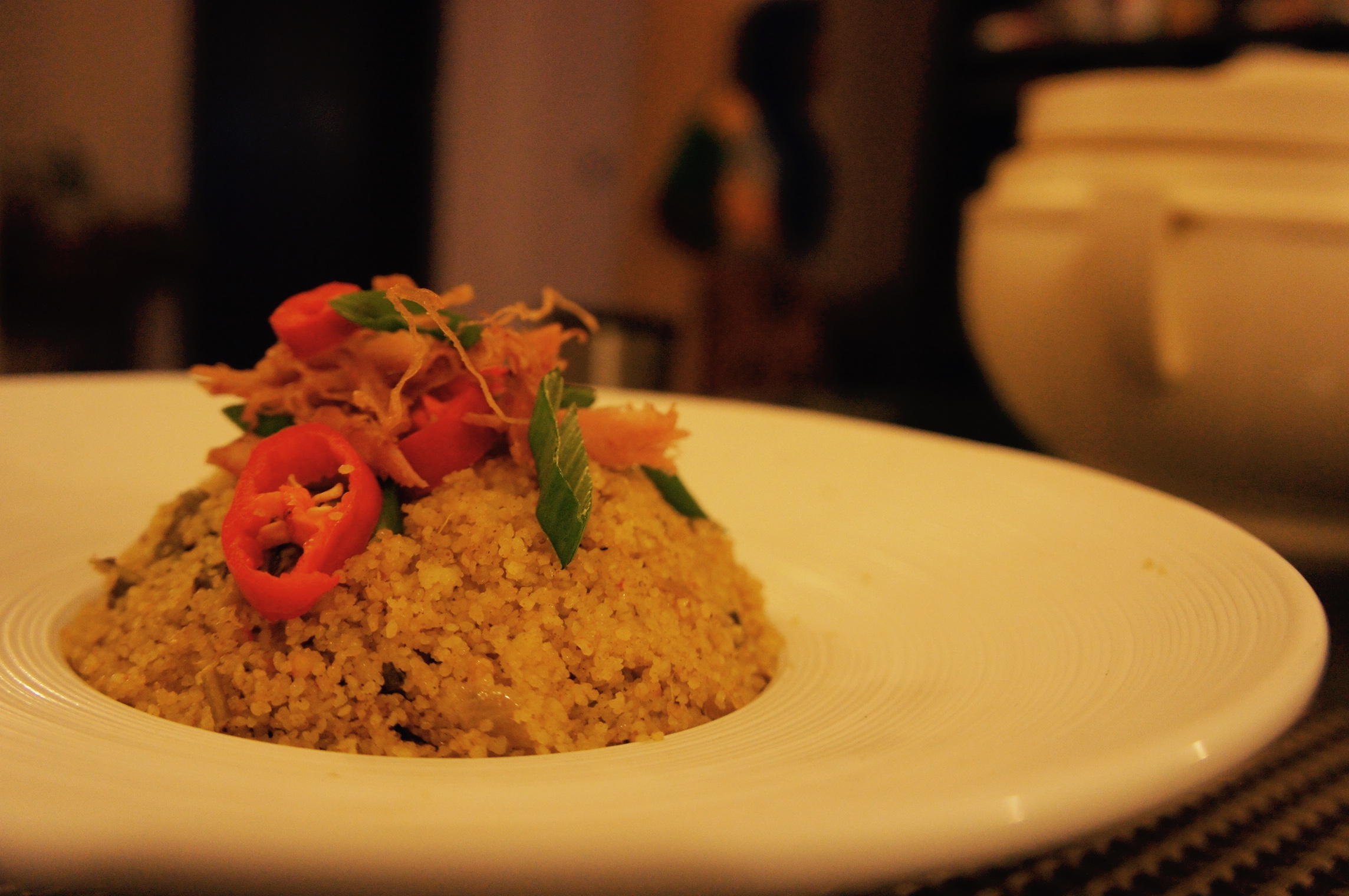
آچا (فونیو)

## انواع

### فونیو سفید
فونیو سفید (Digitaria exilis)، که اروپایی‌ها آن را «برنج گرسنگی» نیز نامیده‌اند، رایج‌ترین گونه از گروه متنوعی از گونه‌های وحشی و اهلی‌شدهٔ پنجه‌کلاغی است که در گرم‌دشت‌های غرب آفریقا برداشت می‌شود. فونیو کوچک‌ترین دانه را در میان تمام گونه‌های ارزن دارد. این گیاه می‌تواند به بهبود تغذیه، امنیت غذایی، توسعهٔ روستاها و بهره‌برداری پایدار از زمین کمک کند.
فونیو گیاهی بدون گلوتن، سرشار از فیبر خوراکی، و بسیار مغذی است. این غله از سریع‌ترین غلات جهان از نظر رشد است و در مدت ۶ تا ۸ هفته به بلوغ می‌رسد. از دانه‌های آن در تهیهٔ هلیم فرنگی، کوسکوس، نان و آبجو استفاده می‌شود.

### فونیو سیاه
فونیو سیاه (Digitaria iburua) که با نام «ایبورو» نیز شناخته می‌شود، گیاهی مشابه است که در چندین کشور غرب آفریقا، به‌ویژه نیجریه، توگو و بنین کشت می‌شود. مانند فونیو سفید، این نوع نیز مغذی، دارای رشد سریع، و زودرس است؛ ویژگی‌ای که امکان برداشت آن را در فصل «گرسنگی» پیش از رسیدن غلات دیگر فراهم می‌کند. با این حال، فونیو سیاه دارای پروتئین بیشتری نسبت به D. exilis است.
فونیو سیاه بیشتر در جوامع روستایی کشت می‌شود و حتی در شهرهای غرب آفریقا نیز به‌ندرت به‌صورت تجاری به فروش می‌رسد.